# Alisos

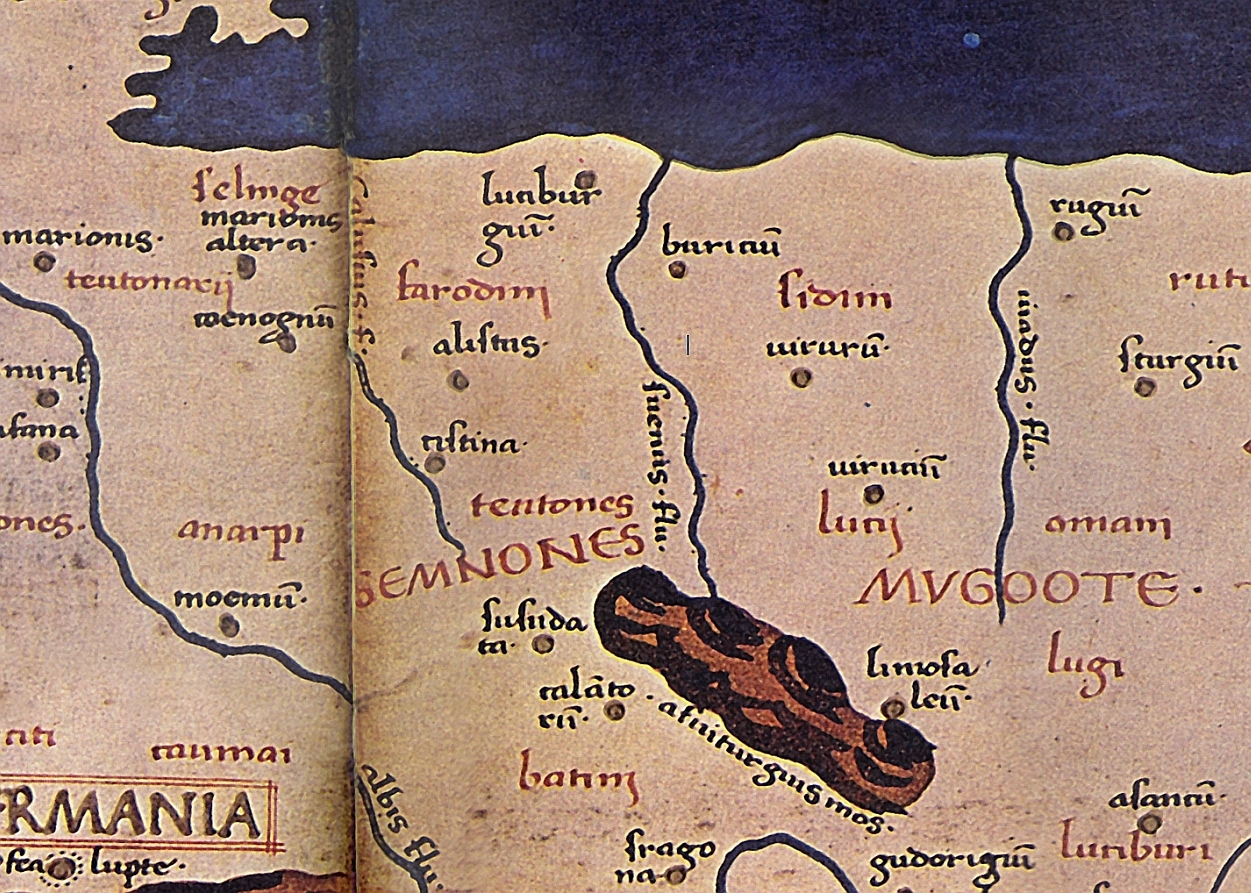
Lage von Alisos (hier: alistus) nach Ptolemaios

Alisos (altgriechisch ῎Αλισος)  oder auch Aleisos (Ἀλεισός) - im Lateinischen Alisus genannt - ist ein Ortsname, der von Ptolemaios in seinem um das Jahr 150 erstellten Koordinatenwerk Geographia (Ptolemaios 2, 11, 12) als einer der im nördlichen Germanien, in der Nähe der Meeresküste liegenden Orte (πόλεις) mit 38° 00' Länge (ptolemäische Längengrade) und 55° 00' Breite angegeben wird. Alisos liegt damit nach Ptolemaios zwischen Aitouia und Lakibourgion.

## Lokalisation
Bisher konnte der antike Ort nicht sicher lokalisiert werden. Ein interdisziplinäres Forscherteam um Andreas Kleineberg, das die ptolemäischen Koordinaten von 2006 bis 2009 neu untersuchte und interpretierte, lokalisiert zur Zeit Alisos auf dem Gebiet bei Temmen an der Uecker in Brandenburg. Bei Temmen wurde bereits um 1890 ein germanisches Gräberfeld▼ aus der römischen Kaiserzeit entdeckt.